# Carlos Bonet
Carlos Bonet Cáceres (Asuncion, 2 oktober 1977) is een Paraguayaans betaald voetballer die bij voorkeur op het middenveld speelt. Hij verruilde in 2010 Olimpia Asunción voor Club Libertad. Op 26 maart 2002 debuteerde hij tegen Nigeria in het Paraguayaans voetbalelftal, waarvoor hij meer dan zestig interlands speelde.

## Carrière
- 1997-1998: Club Sol de América
- 1998-2002: Atlético de Rafaela
- 2002-2007: Club Libertad
- 2007-2009: CD Cruz Azul
- 2009-2010: Olimpia Asunción
- 2010-... : Club Libertad.

## Interlandcarrière
Bonet maakte deel uit van de nationale selecties voor onder meer het WK 2006 en het WK 2010